# Mussaenda ovata
Mussaenda ovata är en måreväxtart som beskrevs av Elmer Drew Merrill och Lily May Perry. Mussaenda ovata ingår i släktet Mussaenda och familjen måreväxter. Inga underarter finns listade i Catalogue of Life.